# Abzieliłowo
Abzieliłowo (ros. Абзелилово) – wieś (dieriewnia) w Rosji, w Baszkortostanie, w rejonie abzieliłowskim. W 2010 liczyła 496 mieszkańców.